# Kampioenschap Nederlandstalige Speculatieve Literatuur
Het Kampioenschap Nederlandstalige Speculatieve Literatuur (KNSL) is een klassement dat jaarlijks wordt samengesteld uit de uitslagen van de Nederlandstalige verhalenwedstrijden in de genres fantasy, sciencefiction, horror en suspense.
Wedstrijden die meetellen voor het KNSL zijn: 
- De Paul Harland Prijs
- De Unleash Award
- De Grote Brugse Boekhandel Fantasy Award
- Fantastels
- De themawedstrijden voor Pure Fantasy.

Het aantal kampioenschappunten dat per verhaal vergaard wordt, hangt af van de rangorde en het aantal deelnemende verhalen in de wedstrijd.
Het KNSL is een initiatief van de auteurs Fred Rabouw en Django Mathijsen. Het wordt jaarlijks gehouden, maar de wedstrijdperiode beslaat steeds twee jaar. Voor het kampioenschap van 2010 tellen de punten mee behaald tussen 1 juli 2008 en 30 juni 2010.